# Paul Rolier
Paul Rolier, né le 20 avril 1844 à Courtenay (Loiret) et mort le 9 décembre 1918 à Paris, est un ingénieur des Arts et Métiers.

## Biographie
Paul Rolier est nommé capitaine à 26 ans dans Paris assiégé par les Allemands lors de la guerre franco-allemande de 1870. Porteur d’un courrier urgent pour l’armée de la Loire, il s’envole dans un ballon, le Ville-d'Orléans, le 24 novembre 1870 de la gare du Nord à Paris et atterrit en Norvège, ce qui est un record pour l'époque. Cet exploit inspirera Jules Verne pour son roman, L'Île mystérieuse.
Il crée par la suite une fabrique de papier à Serquigny dans le département de l'Eure, et devient maire de cette commune avant de s’éteindre à Paris en 1918.
Il avait épousé Louise-Gabrielle Laferrière, fille du comédien, le 12 octobre 1880 à Paris, il est inhumé avec son beau-père au cimetière de Montmartre, dans la 25e division.

## Distinctions
- Chevalier de la Légion d'honneur (décret du 17 octobre 1872).